# Fehér György (történész)
Fehér György (Tápiószentmárton, 1950. december 14. –) magyar történész, egyetemi tanár, 1993-tól 2014-ig a Magyar Mezőgazdasági Múzeum igazgatója. A történelemtudományok kandidátusa (1993).

## Életpályája
Szülei: Fehér Sándor és Palovecz Katalin. 1970-1975 között az Eötvös Loránd Tudományegyetem Bölcsészettudományi Karának (ELTE BTK) hallgatója volt. 1975-1977 között az ELTE BTK-n tudományos továbbképzési ösztöndíjas volt. 1977-1983 között az Országos Műszaki Múzeum tudományos munkatársa volt. 1983 óta a Magyar Mezőgazdasági Múzeumban muzeológus, 1990-1991 között tudományos titkár, 1993 óta főigazgató. 1986-1994 között a Magyar Agrártörténeti Társaság titkára, 1995 óta elnökségi tagja, 1996 óta elnöke. 1994 óta a Mezőgazdasági Múzeumok Nemzetközi Szövetségének elnökségi tagja, 2002 óta alelnöke. 1995 óta a Szent István Egyetem Gazdaság- és Társadalomtudományi Karának meghívott előadója, 2009-2014 között az Agrártörténeti Tanszék vezetője. 1996 óta az Agrártörténeti Szemle szerkesztője. 1996-2002 között a Magyar Tudományos Akadémia Agrártörténeti és Faluszociológiai Bizottságának titkára, 2001-től alelnöke.
Kutatási területe a XIX.-XX. századi agrártörténet.

## Magánélete
1980-ban házasságot kötött Batke Évával. Két gyermekük született; Gábor (1981) és Anna (1984).

## Művei
- A mezőgazdasági kísérletügy kialakulása Magyarországon 1869-1914 (1982)
- A mezőgazdasági kísérletügyi állomások szerepe a dualizmuskori agrárfejlődésben (1994)
- Georgikon 200 (Kurucz Györggyel és Zsidi Vilmossal, 1996)
- Darányi Ignác. Válogatott dokumentumok (1999)
- History of Hungarian Agriculture and Rural Life 1848-2004 (társszerző, 2004)
- Agrárvilág Magyarországon (társszerző, 2005)
- Darányi Ignác pályája, 1849-1899. Gondolat, Bp., 2012
- Darányi Ignác élete (1849-1927). Gondolat, Bp., 2019
- A származás kötelez. Gróf Károlyi Sándor, 1831-1906. Gondolat, Bp., 2019

## Díjai
- Ujhelyi Imre-díj (2002)
- Zuglóért Emlékérem (2005)
- Miniszteri Elismerő Oklevél (2007)

## Egyéb irodalom
- Magyar múzeumi arcképcsarnok. Főszerk. Bodó Sándor, Viga Gyula. Budapest: Pulszky Társaság; Tarsoly. 2002. ISBN 963-86222-4-5

| Elődje: Szakács Sándor | A Magyar Mezőgazdasági Múzeum igazgatója 1993 – 2014 | Utódja: Estók János |